# St. Philipp und Jakob (München)

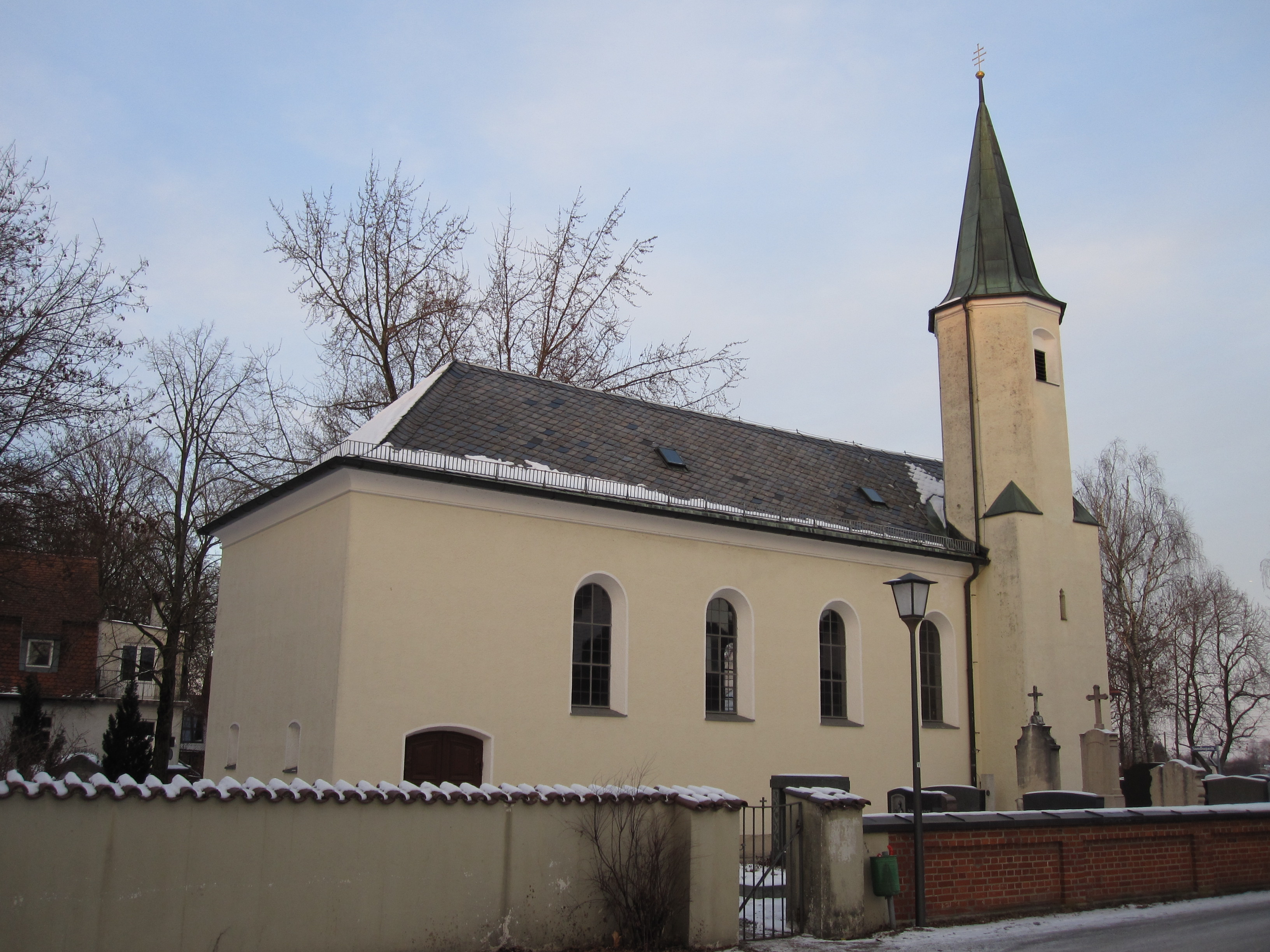
St. Philipp und Jakob, Daglfing

St. Philipp und Jakob ist ein Kirchengebäude in München. Es liegt in dem Stadtteil Daglfing im Stadtbezirk Bogenhausen (Kohlbrennerstraße 21) und ist den Aposteln Philippus und Jakobus geweiht. Die Kirche ist Filialkirche der Pfarrei St. Emmeram (Englschalking).

## Geschichte
Die Kirche in Daglfing wird erstmals in einer Schenkungsurkunde aus dem Jahr 845 als basilica in hon. quattuor Coronatorum domini ad Tagolfingas erwähnt. Sie war eine Filialkirche der Urpfarrei Föhring. Die ursprüngliche Widmung an die vier gekrönten Heiligen, vier Märtyrern der diokletianischen Christenverfolgung, wurde später auf die Apostel Philippus und Jakobus übertragen, die neue Widmung wird 1424 erstmals erwähnt.
Im Jahre 1724 wurde die Kirche durch einen barocken Neubau ersetzt, als dessen Urheber der Freisinger Hofmaurermeister Dominik Gläsl gilt. Mit dem Hochstift Freising kam Daglfing erst 1803 an das damalige Kurfürstentum Bayern.
Eine erste Restaurierung erfolgte 1867. Im Jahr 1897 erhielt die Kirche ein neues Portal im Westen. Nach der 1930 erfolgten Eingemeindung nach München schied Daglfing aus der Pfarrei St. Lorenz in Oberföhring aus und kam zur damaligen Kuratie München-Englschalking-Denning (jetzt Pfarrei St. Emmeram). 1939 wurden das Kirchenschiff nach Westen vergrößert und die Orgelempore umgebaut. Eine Außenrenovierung erfolgte 1989.
Die Kirche war wegen akuter Einsturzgefahr des Kirchendachs von 2019 bis 2022 nicht öffentlich zugänglich. Sie ist nach Renovierung (Ausbesserung  des Dachstuhls, neue Schiefereindeckung, statische Sicherung) und Neugestaltung im Innern (Entfernung des 1970 aufgestellten Volksaltars und Ersetzung des 1970 von dem Bildhauer Karl Potzler (1920–1995)  geschaffenen Ambo durch einen neuen Ambo aus Jura-Stein durch den Steinmetzen Maximilian Josteit) seit dem 30. Oktober 2022 wieder geöffnet.

## Beschreibung

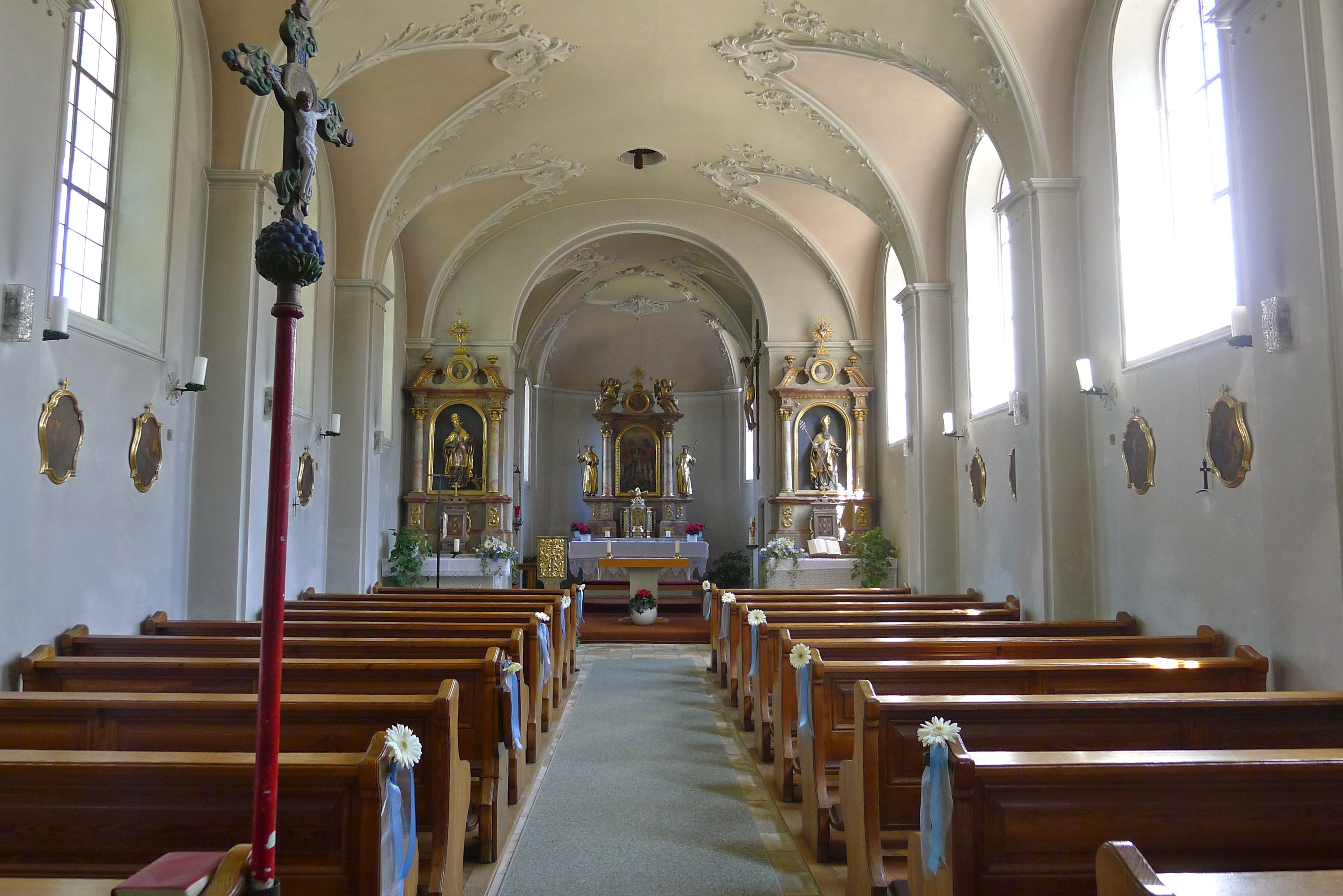
Blick zum Hauptaltar vor der Neugestaltung

Die Kirche ist ein einschiffiger Bau ohne Querschiff. Auf beiden Seiten des Triumphbogens und in der Apsis des Chors stehen Barockaltäre. In den Seitenaltären stehen Figuren des hl. Martin von Tours (links) und des heiligen Papstes Silvester I., im Hauptaltar befindet sich ein Gemälde der Apostel Philippus und Jakobus aus der zweiten Hälfte des 19. Jahrhunderts.

## Orgel

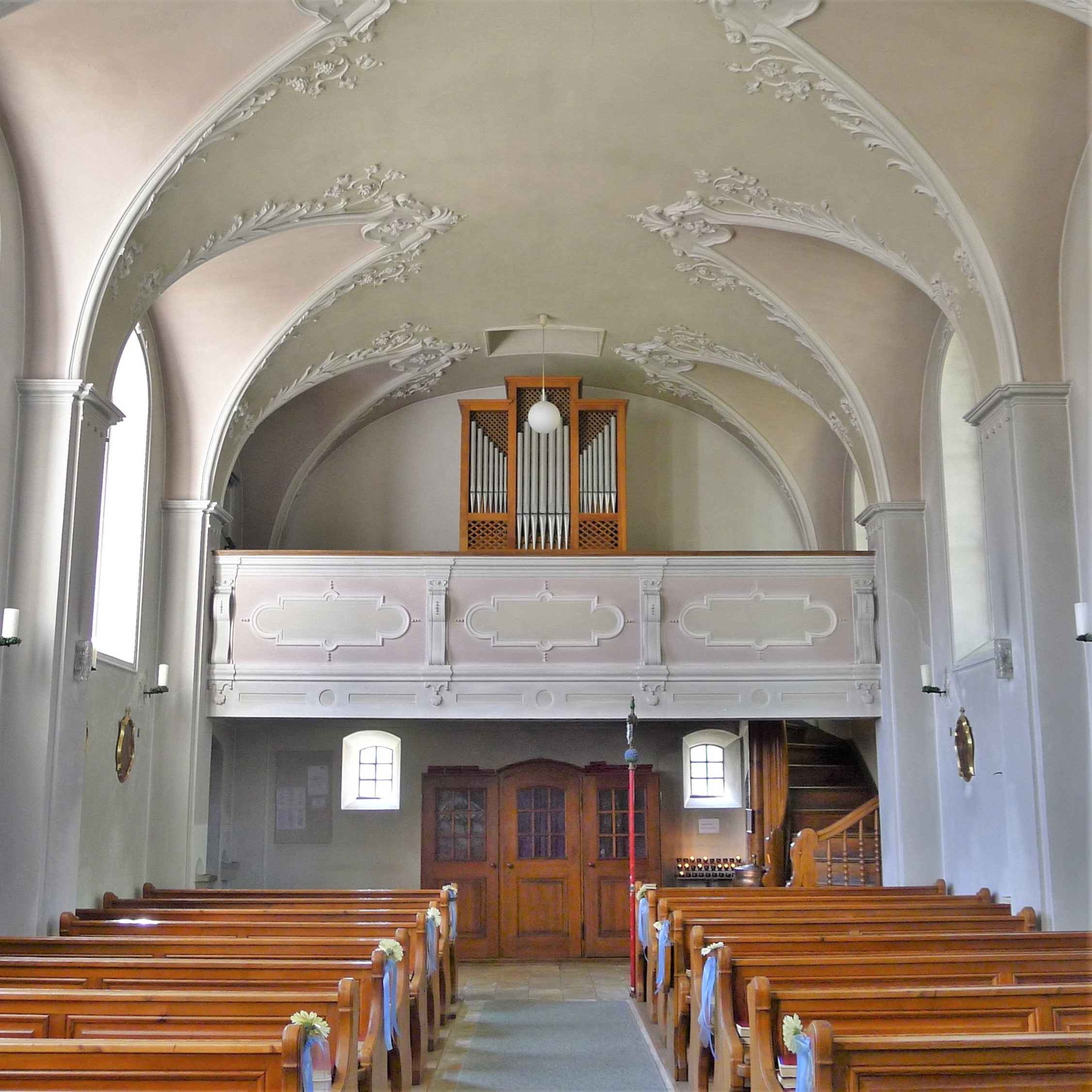
Blick auf die Orgel (2012)

Die Orgel wurde 1978 von der Firma WRK Orgelbau gefertigt, kam 1983 in Zweitverwendung an die Kirche und verfügt über 6 Register.

## Glocken
Zwei Glocken für die Kirche wurden 1884 von Ulrich Kottler in München gegossen. Die größere mit einem Gewicht von 218 kg musste im Ersten Weltkrieg abgeliefert werden. Aufgrund einer Spende wurde 1976 eine neue Glocke in Auftrag gegeben, die bei Rudolf Perner in Hacklberg gegossen wurde und der hl. Katharina geweiht ist.

## Friedhof Daglfing

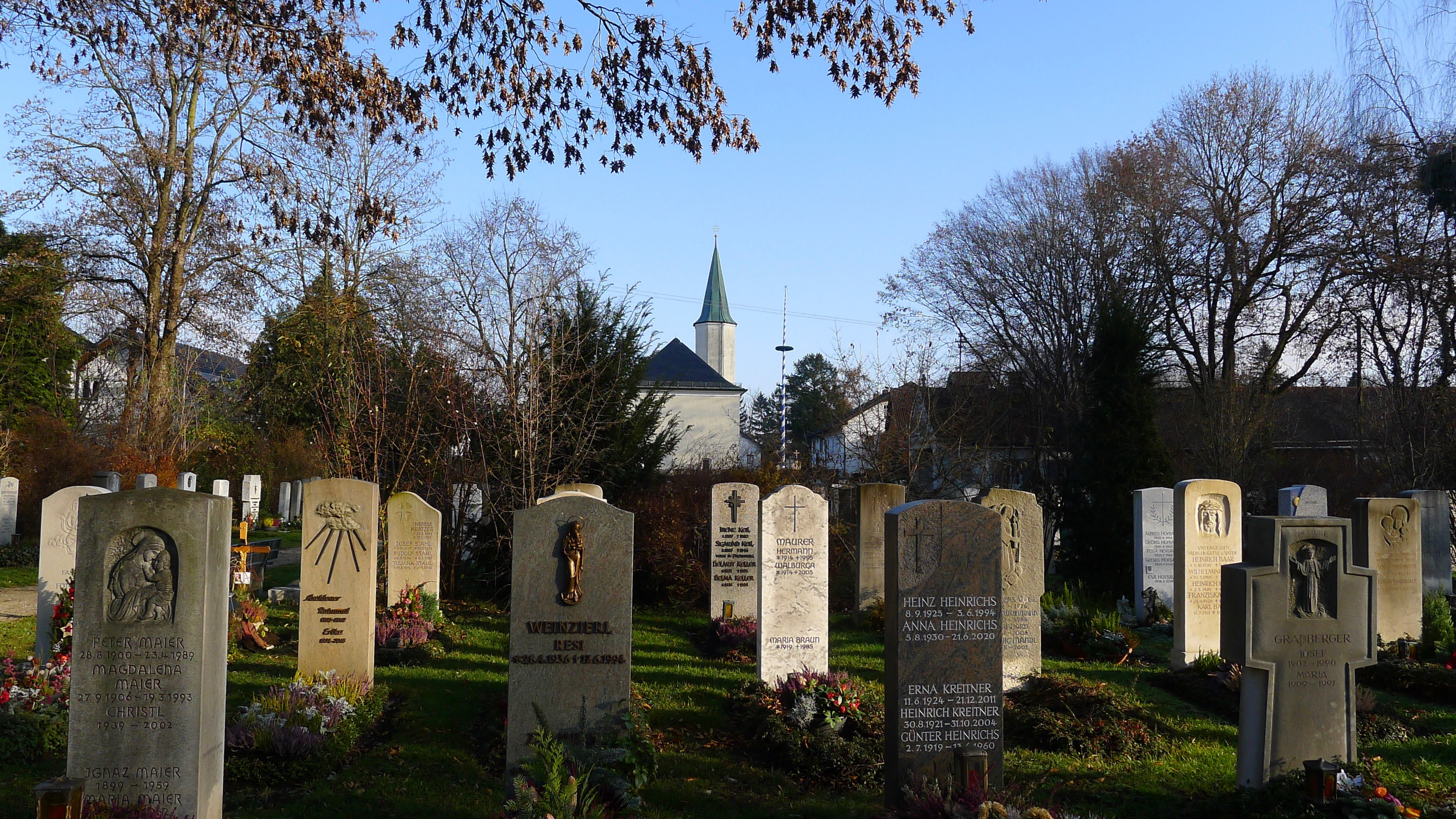
Die Kirche vom Friedhof aus gesehen, im Hintergrund der Daglfinger Maibaum

Der Kirchenbau ist von einem vermutlich im 14. Jahrhundert angelegten, teilweise ummauerten Friedhof umgeben, der im 20. Jahrhundert nach Westen hin deutlich erweitert wurde (rund 480 Grabstätten) und aus einem kleinen kirchlichen (um die Kirche) und einem städtischen Teil besteht.